# Ого-ого

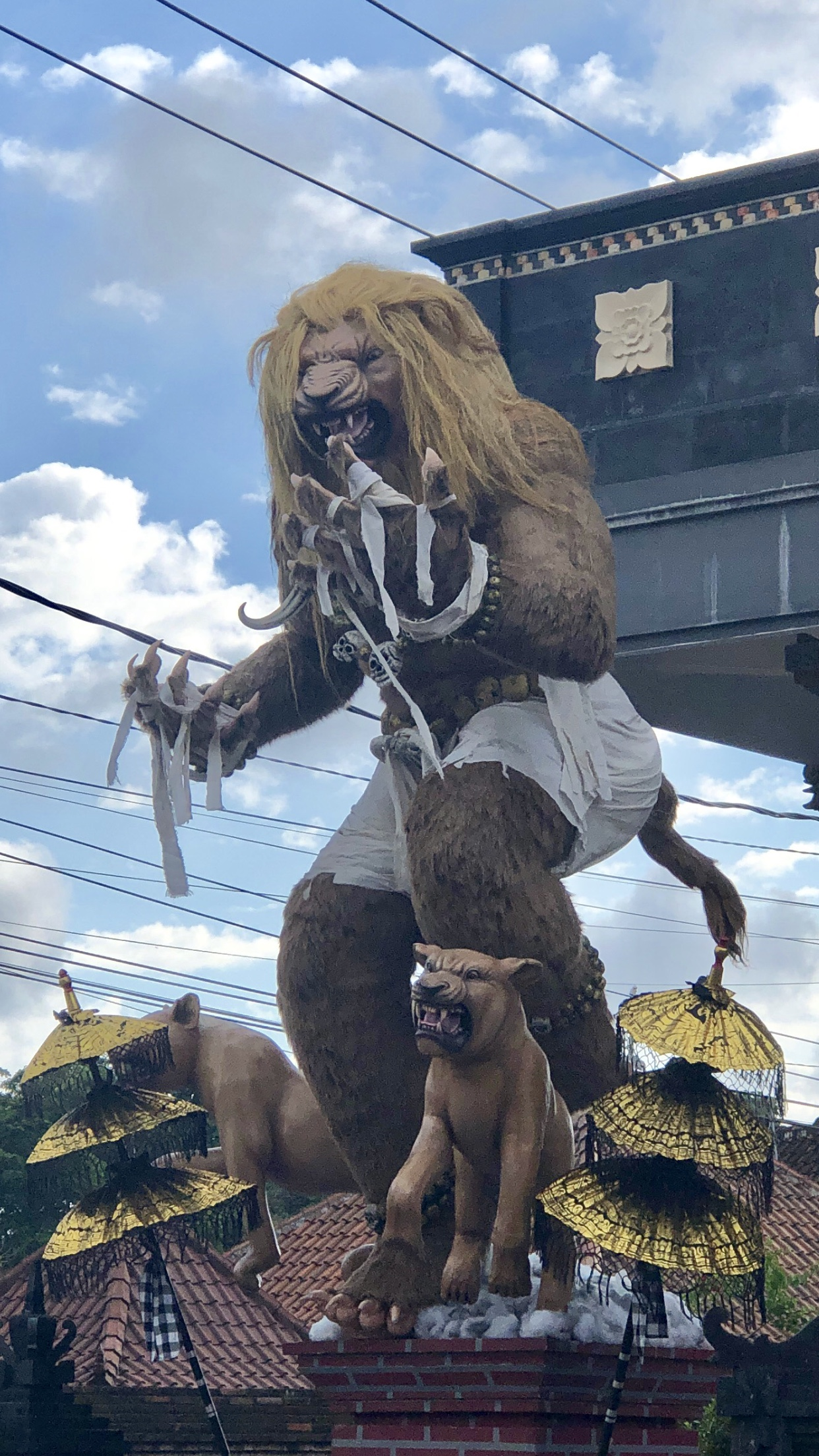
Ого-ого в деревне Сингакерта поблизости от города Убуд

Ого́-ого́ (бал. ogoh-ogoh) — это скульптуры из папье-маше, как правило намного выше человеческого роста, изготавливаемые для шествия накануне дня Ньепи на Бали в Индонезии. Поскольку ого-ого не являются частью церемонии, их проносят шествием после завершения основной церемонии в сопровождении ритма балийского гамелана.
Ого-ого обычно имеют форму мифологических существ, в основном злых духов как олицетворение пороков, которые необходимо держать подальше от жизни людей. Участники шествия несут ого-ого колонной, иногда встряхивая их, чтобы казалось, что те движутся или танцуют.
Ого-ого совсем недавно стали частью подготовки ко дню Ньепи. Впервые они появивились в Денпасаре в начале 1980-х годов.

## Изготовление ого-ого и ход церемонии
Ого-ого зачастую создаются местной молодежной организацией Sekaa Truna Truni.
Шествие ого-ого проходит за день до Ньепи по всему острову Бали. Подготовка к шествию обычно начинается во второй половине дня, а само шествие длится до полуночи. Чтобы действо происходило упорядоченно, правительство Бали издало ряд правил, включая регулирование маршрутов и концентрацию толпы. Некоторые из этих усилий были предприняты, чтобы предотвратить трение между процессиями из разных регионов и в то же время превратить это ежегодное мероприятие в привлекательное зрелище для туристов.
Ого-ого стоят на платформах из деревянных досок и бамбука. Платформа сконструирована так, чтобы поддерживать ого-ого, когда его поднимают и переносят по деревне или городской площади. Обычно на плечах восьми или более мужчин. Шествие сопровождается музыкой в исполнении молодежи. Во время процессии ого-ого поворачивают против часовой стрелки три раза. Это действие совершается на каждом Т-образном перекрестке. Использование факелов и фальшфейеров также является частью шествия.
В конце процессии ого-ого сжигаются.